# Литвинов, Василий Дмитриевич
Василий Дмитриевич Литвинов (род. 23 февраля 1941 года) — советский спортсмен и тренер. Заслуженный тренер СССР (акробатика).

## Карьера
В 1956-61 годах был призёром областных, республиканских и всесоюзных соревнований по акробатике.

## Тренерская карьера
С 1959 года на тренерской работе. С 1971 года работал со сборными РСФСР, СССР и России.
В 2001 году стал вице-президентом, а с 2005 года — первым вице-президентом Федерации спортивной акробатики России.
Подготовил двух заслуженных мастеров спорта, 16 мастеров спорта международного класса и более 100 мастеров спорта.
На чемпионатах мира и Европы воспитанницы В. Д. Литвинова завоевали 23 золотые, 7 серебряных и 3 бронзовых награды.
Судья международной категории (1979).
Заслуженный работник физической культуры Российской Федерации (1998).
Среди действующих чемпионов — Екатерина Мищенко и Ксения Сидельникова, Александр Ветохин и Анна Русина, тройка Виктория Рублева, Наталья Новичихина и Светлана Чеботарева, мужская пара Дмитрий Мудрый и Максим Плотников.

## Образование
В 1963 году закончил Воронежский государственный педагогический институт.